# 乙原駅 (島根県)
乙原駅（おんばらえき）は、島根県邑智郡美郷町乙原にあった、西日本旅客鉄道（JR西日本）三江線の駅（廃駅）である。
三江線の廃止に伴い、2018年（平成30年）4月1日に廃駅となった。

## 歴史

### 年表
- 1935年（昭和10年）12月2日：三江線の石見川本駅 - 石見簗瀬駅間延伸に伴い、旅客駅として新設[4]。
  - 当時の所在地表示は島根県邑智郡吾郷村乙原であった[6]。
- 1948年（昭和23年）5月10日：小手荷物の取り扱いを開始[7]。
- 1955年（昭和30年）3月31日：三江南線開業に伴い、従来の三江線が三江北線に改称され、当駅も同線の所属駅となる[8]。
- 1959年（昭和34年）11月1日：業務委託駅となる[9]。
- 1975年（昭和50年）
  - 4月15日 - 荷物扱い廃止[10]。駅員無配置駅となる[11]。
  - 8月31日：当駅を含む江津駅 - 三次駅間が全通したため三江北線が現行の三江線の一部となり、当駅も同線の所属駅となる[8]。
- 1987年（昭和62年）4月1日：国鉄分割民営化により、西日本旅客鉄道へ承継[8]。
- 2018年（平成30年）4月1日：三江線の全線廃止に伴い、廃駅となる[5]。

### 地名の由来
「乙原」は「おっぱら」と読む地域もあり、「越原」の字をあてるところもある。「落ち原」の意味で、山の斜面など、傾斜が急な原野、あるいは原野が出会う場所を指している。

## 駅構造
浜原方面に向かって左側に、単式ホーム1面1線を有する地上駅（停留所）であった。ホームは、斜面上のやや高いところにあった。浜田鉄道部が管理する無人駅で駅舎はなく、ホーム上に待合室があるのみの簡素な駅であった。入場時は、直接ホームに入る形状になっていた。なお、自動券売機などは設置されなかった。

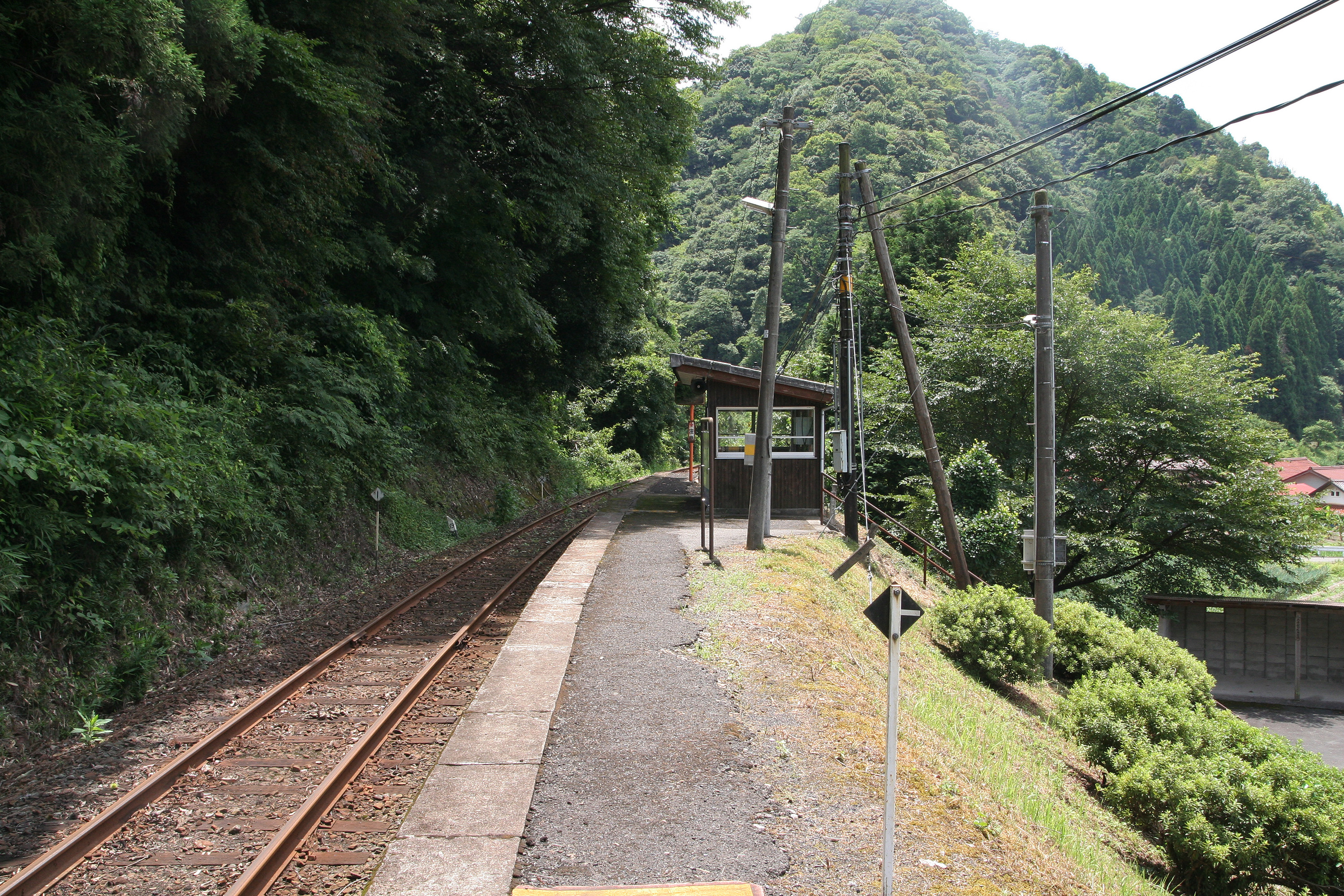
駅構内（2008年7月）
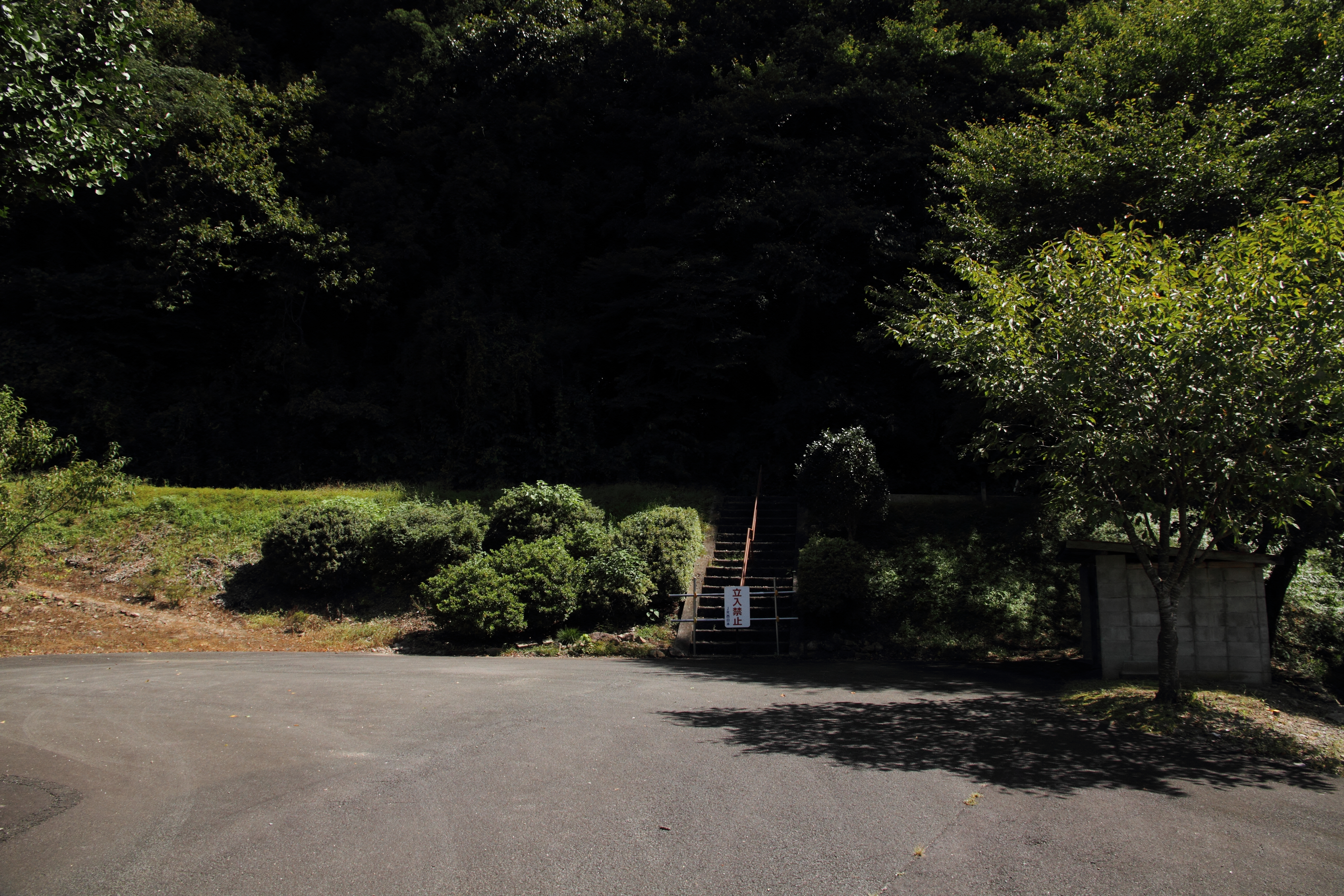
廃線後の駅入口。待合室は撤去されている（2019年9月）

## 利用状況
近年の推移は下記の通り。
| 年度   | 乗車人員 | 備考        |
| ------ | -------- | ----------- |
| 1985年 | 66       | [ 統計 2 ]  |
| 1992年 | 44       | [ 13 ]      |
| 1993年 | 38       | [ 統計 3 ]  |
| 1994年 | 42       | [ 統計 4 ]  |
| 1995年 | 44       | [ 統計 5 ]  |
| 1996年 | 45       | [ 統計 6 ]  |
| 1997年 | 39       | [ 統計 7 ]  |
| 1998年 | 33       | [ 統計 8 ]  |
| 1999年 | 29       | [ 統計 9 ]  |
| 2000年 | 27       | [ 統計 10 ] |
| 2001年 | 21       | [ 統計 11 ] |
| 2002年 | 20       | [ 統計 12 ] |
| 2003年 | 18       | [ 統計 13 ] |
| 2004年 | 10       | [ 統計 14 ] |
| 2005年 | 9        | [ 統計 15 ] |
| 2006年 | 5        | [ 統計 16 ] |
| 2007年 | 4        | [ 統計 17 ] |
| 2008年 | 2        | [ 統計 18 ] |
| 2009年 | 3        | [ 統計 19 ] |
| 2010年 | 2        | [ 統計 20 ] |
| 2011年 | 3        | [ 統計 21 ] |
| 2012年 | 5        | [ 統計 22 ] |
| 2013年 | 3        | [ 統計 23 ] |
| 2014年 | 3        | [ 統計 24 ] |
| 2015年 | 4        | [ 統計 25 ] |
| 2016年 | 4        | [ 統計 26 ] |
| 2017年 | 6        |             |

## 駅周辺

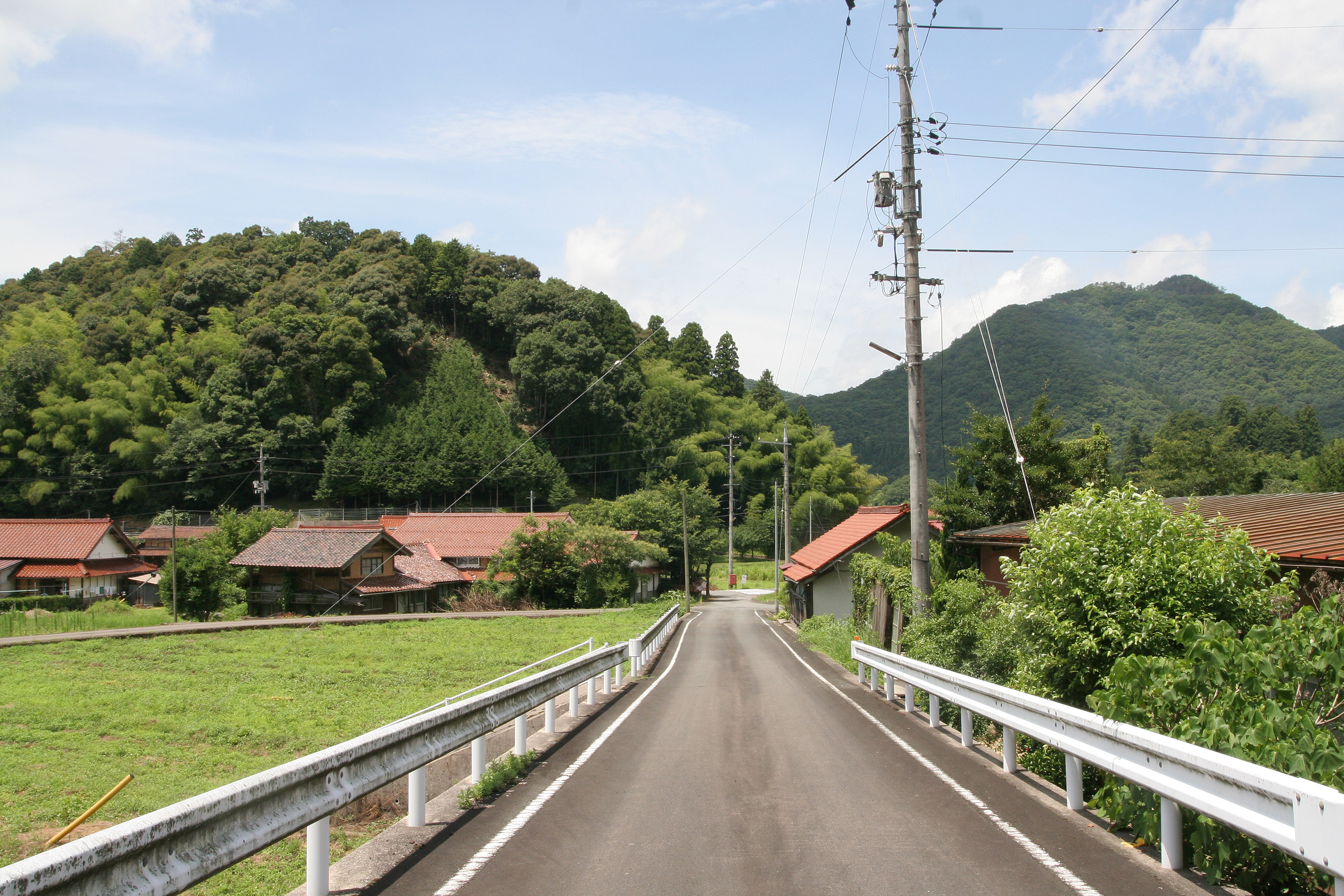
駅周辺（2008年7月）

乙原集落の外れにあった。江の川からはやや離れており、田畑もある。
- 乙原簡易郵便局
- 教円寺

## バス路線
三江線廃止前は美郷町スクールバス邑智循環線「乙原駅前」バス停があった。2018年（平成30年）4月現在、乙原駅前停留所に大和観光の川本美郷線が乗り入れている。

## その他
- 三江線活性化協議会により、石見神楽の演目名にちなんだ「帯舞」の愛称が付けられていた[2][3][15]。

## 隣の駅
西日本旅客鉄道（JR西日本）
 三江線
竹駅 - 乙原駅 - 石見簗瀬駅

#### 統計資料
1. ↑  “島根県統計書”. しまね統計情報データベース.   島根県政策企画局. 2025年2月5日閲覧。
2. ↑  島根県統計書（昭和60年）
3. ↑  島根県統計書（平成5年）
4. ↑  島根県統計書（平成6年）
5. ↑  島根県統計書（平成7年）
6. ↑  島根県統計書（平成8年）
7. ↑  島根県統計書（平成9年）
8. ↑  島根県統計書（平成10年）
9. ↑  島根県統計書（平成11年）
10. ↑  島根県統計書（平成12年）
11. ↑  島根県統計書（平成13年）
12. ↑  島根県統計書（平成14年）
13. ↑  島根県統計書（平成15年）
14. ↑  島根県統計書（平成16年）
15. ↑  島根県統計書（平成17年）
16. ↑  島根県統計書（平成18年）
17. ↑  島根県統計書（平成19年）
18. ↑  島根県統計書（平成20年）
19. ↑  島根県統計書（平成21年）
20. ↑  島根県統計書（平成22年）
21. ↑  島根県統計書（平成23年）
22. ↑  島根県統計書（平成24年）
23. ↑  島根県統計書（平成25年）
24. ↑  島根県統計書（平成26年）
25. ↑  “三江線沿線地域公共交通網形成計画（案）” (PDF).   三江線沿線地域公共交通活性化協議会. p. 11 (2017年8月). 2017年8月22日時点のオリジナルよりアーカイブ。2017年8月22日閲覧。
26. ↑  島根県統計書（平成28年）